# Gäddtjärnen (Bjurholms socken, Ångermanland, 709345-165372)
Gäddtjärnen är en sjö i Bjurholms kommun i Ångermanland och ingår i Lögdeälvens huvudavrinningsområde. Sjön har en area på 0,139 kvadratkilometer och ligger 272,1 meter över havet.

## Delavrinningsområde
Gäddtjärnen ingår i det delavrinningsområde (709295-165389) som SMHI kallar för Utloppet av Gäddtjärnen. Medelhöjden är 284 meter över havet och ytan är 1,54 kvadratkilometer. Det finns inga avrinningsområden uppströms utan avrinningsområdet är högsta punkten. Vattendraget som avvattnar avrinningsområdet har biflödesordning 3, vilket innebär att vattnet flödar genom totalt 3 vattendrag innan det når havet efter 74 kilometer. Avrinningsområdet består mestadels av skog (61 procent). Avrinningsområdet har 0,14 kvadratkilometer vattenytor vilket ger det en sjöprocent på 8,9 procent.